# Cults
I Cults sono un gruppo musicale indie pop statunitense formatosi a New York nel 2010.

## Storia del gruppo
Originari di San Diego e successivamente trasferitisi a New York per studiare cinematografia, Brian Oblivion (voce, chitarra, percussioni) e Madeline Follin (voce), fondano il gruppo nel 2010. Madeline aveva già un'esperienza con i Youth Gone Mad, band nella quale figura la presenza di Paul Kostabi, per altro loro produttore. La prima pubblicazione del gruppo consiste in un EP dal titolo Cults 7", che ha ricevuto la menzione "Best New Music" da Pitchfork. L'album di debutto Cults viene pubblicato nel giugno 2011 dalla Columbia Records e raggiunge la posizione #52 della Billboard 200. Nello stesso anno la band collabora con i Superhuman Happiness a scopo benefico.
Nell'ottobre 2013 viene pubblicato l'album Static, registrato ad Atlanta e distribuito come il precedente dalla Columbia Records, basato su sonorità Dreams pop e vagamente sixties come sempre.

## Discografia

### Album
- 2011 - Cults
- 2013 - Static
- 2017 - Offering
- 2020 - Host
- 2024 - To the Ghosts